# ميكسوبيرونين
ميكسوبيرونين هي مجموعة من المضادات الحيوية من فئة الألفا بيرون، والتي تعمل كمثبطات لإنزيم بوليميراز الحمض النووي الريبوزي، حيث تستهدف هذه المجموعة منطقة التبديل الأولى والثانية من مناطق التبديل في بوليميراز الحمض النووي الريبوزي. تستهدف مُركّبات الريفاميسين والفيداكسوميسين أيضًا بوليميراز الحمض النووي الريبوزي، إلّا أنهما يستهدفان مواقع مختلفة في بوليميراز الحمض النووي الريبوزي عن تلك التي تستهدفها مُركّبات الميكسوبيرونين. قد تكون مُركّبات الميكسوبيرونين مفيدة في حل مشكلة مقاومة البكتيريا المتزايدة للأدوية في مرض السل حيث أن مُركّبات هذه المجموعة ليس لها مقاومة متصالبة مع أيّة عقاقير أخرى، وقد تكون مفيدة أيضًا في علاج المكورات العنقودية الذهبية المقاومة للميثيسيلين. لا تزال الأبحاث حول فاعليّة استخدام مُركّبات الميكسوبيرونين للأغراض السابقة في مرحلة ما قبل التجارب السريرية، ولم تُجرى حتى الآن أيّة تجارب سريرية باستخدام مُركّبات هذه المجموعة.اكتُشفت مُركّبات الميكسوبيرونين في عام 1983 حين تمكّن كل من وارنر كول وهربرت إرشيك لأول مرّة من عزلها من بكتيريا التربة في مركز هيلمهولتز لأبحاث العدوى. وكان أوّل تخليق اصنطاعي كامل لمُركّبات الميكسوبيرونين في عام 1998 على يدّ جيمس س. بانك وزملائه.
ظلّت آلية عمل مُركّبات الميكسوبيرونين غير مفهومة حتى عام 2008، حين توصّل ريتشارد هـ. إبرايت وفريق من الباحثين لأوّل مرّة لآلية عمل هذه المُركّبات، وبنيتها وكيفيّة ارتباطها ببوليميراز الحمض النووي الريبوزي. أعقب ذلك التوصّل إلى طرق تخليق نظائر مُركّبات الميكسوبيرونين صناعيّاً في شركة أناديز للمستحضرات الدوائية، ومختبرات جامعة روتغرز.
يرى تيرنس إ. موي وزملاؤه من مختبر شركة كيوبست للمستحضرات الدوائية أن مُركّبات الميكسوبيرونين الطبيعية وغير المعدّلة لا تُعدّ نقطة انطلاق لتطوير مضادات حيوية قابلة للتطبيق بمقارنة معدل المقاومة العالي، والارتباط العالي ببروتين المصل مع معدّلات مقاومة مُركّبات الريفاميسين والليبيارمايسين.